# Trượt băng nằm ngửa
Trượt băng nằm ngửa hay luge (phiên âm: /luːʒ/) là một môn thể thao mà trong đó một hoặc hai người cùng nằm ngửa lưng trên một chiếc xe trượt, chân hướng về phía trước. Vận động viên sử dụng cơ bắp chân để khiến xe trượt hoặc bằng cách tạo áp lực vai đối diện lên ghế. Xe trượt đơn thường có khối lượng 21–25 kg, còn xe trượt đôi là 25–30 kg. Luge vừa là tên của môn thể thao trong Thế vận hội mùa đông, vừa là tên của bản thân chiếc xe trượt đó. 
Người thi đấu luge có thể đạt vận tốc lên đến 140 km/h. Vận động viên người Áo Manuel Pfister từng đạt đến 154 km/h trên đường đua ở Whistler, Canada, trước Thế vận hội Mùa đông 2010. Luge là một trong những môn thể thao tính giờ nghiêm ngặt hàng đầu thế giới, đo đến một phần nghìn giây trên đường đua nhân tạo. 
Thuật ngữ "luge" ra đời năm 1905, nguồn gốc từ phương ngữ Savoy/Thụy Sĩ của tiếng Pháp là luge, có nghĩa là "xe trượt nhỏ lao dốc".

### Thống kê tổng huy chương Thế vận hội
Cập nhật đến: 2014
| Hạng               | Đoàn               | Vàng | Bạc | Đồng | Tổng số |
| ------------------ | ------------------ | ---- | --- | ---- | ------- |
| 1                  | Đức[a]             | 31   | 23  | 21   | 75      |
| 2                  | Ý                  | 7    | 4   | 6    | 17      |
| 3                  | Áo                 | 5    | 7   | 7    | 19      |
| 4                  | Nga[b]             | 1    | 5   | 3    | 9       |
| 5                  | Hoa Kỳ             | 0    | 2   | 3    | 5       |
| 6                  | Latvia             | 0    | 1   | 3    | 4       |
| Tổng số (6 đơn vị) | Tổng số (6 đơn vị) | 44   | 42  | 43   | 129     |

- ^[a]   bao gồm cả Đông Đức và Tây Đức
- ^[b]   bao gồm Liên Xô